# 1633
Portal Geschichte | Portal Biografien | Aktuelle Ereignisse | Jahreskalender | Tagesartikel

◄ |
16. Jahrhundert |
17. Jahrhundert
| 18. Jahrhundert | ►

◄ |
1600er |
1610er |
1620er |
1630er
| 1640er | 1650er | 1660er | ►

◄◄ |
◄ |
1629 |
1630 |
1631 |
1632 |
1633
| 1634 | 1635 | 1636 | 1637 | ► | ►►
Staatsoberhäupter  · Nekrolog   · Musikjahr
| Januar | Januar | Januar | Januar | Januar | Januar | Januar | Januar |
| Kw     | Mo     | Di     | Mi     | Do     | Fr     | Sa     | So     |
| ------ | ------ | ------ | ------ | ------ | ------ | ------ | ------ |
| 53     |        |        |        |        |        | 1      | 2      |
| 1      | 3      | 4      | 5      | 6      | 7      | 8      | 9      |
| 2      | 10     | 11     | 12     | 13     | 14     | 15     | 16     |
| 3      | 17     | 18     | 19     | 20     | 21     | 22     | 23     |
| 4      | 24     | 25     | 26     | 27     | 28     | 29     | 30     |
| 5      | 31     |        |        |        |        |        |        |

| Februar | Februar | Februar | Februar | Februar | Februar | Februar | Februar |
| Kw      | Mo      | Di      | Mi      | Do      | Fr      | Sa      | So      |
| ------- | ------- | ------- | ------- | ------- | ------- | ------- | ------- |
| 5       |         | 1       | 2       | 3       | 4       | 5       | 6       |
| 6       | 7       | 8       | 9       | 10      | 11      | 12      | 13      |
| 7       | 14      | 15      | 16      | 17      | 18      | 19      | 20      |
| 8       | 21      | 22      | 23      | 24      | 25      | 26      | 27      |
| 9       | 28      |         |         |         |         |         |         |

| März | März | März | März | März | März | März | März |
| Kw   | Mo   | Di   | Mi   | Do   | Fr   | Sa   | So   |
| ---- | ---- | ---- | ---- | ---- | ---- | ---- | ---- |
| 9    |      | 1    | 2    | 3    | 4    | 5    | 6    |
| 10   | 7    | 8    | 9    | 10   | 11   | 12   | 13   |
| 11   | 14   | 15   | 16   | 17   | 18   | 19   | 20   |
| 12   | 21   | 22   | 23   | 24   | 25   | 26   | 27   |
| 13   | 28   | 29   | 30   | 31   |      |      |      |

| April | April | April | April | April | April | April | April |
| Kw    | Mo    | Di    | Mi    | Do    | Fr    | Sa    | So    |
| ----- | ----- | ----- | ----- | ----- | ----- | ----- | ----- |
| 13    |       |       |       |       | 1     | 2     | 3     |
| 14    | 4     | 5     | 6     | 7     | 8     | 9     | 10    |
| 15    | 11    | 12    | 13    | 14    | 15    | 16    | 17    |
| 16    | 18    | 19    | 20    | 21    | 22    | 23    | 24    |
| 17    | 25    | 26    | 27    | 28    | 29    | 30    |       |

| Mai | Mai | Mai | Mai | Mai | Mai | Mai | Mai |
| Kw  | Mo  | Di  | Mi  | Do  | Fr  | Sa  | So  |
| --- | --- | --- | --- | --- | --- | --- | --- |
| 17  |     |     |     |     |     |     | 1   |
| 18  | 2   | 3   | 4   | 5   | 6   | 7   | 8   |
| 19  | 9   | 10  | 11  | 12  | 13  | 14  | 15  |
| 20  | 16  | 17  | 18  | 19  | 20  | 21  | 22  |
| 21  | 23  | 24  | 25  | 26  | 27  | 28  | 29  |
| 22  | 30  | 31  |     |     |     |     |     |

| Juni | Juni | Juni | Juni | Juni | Juni | Juni | Juni |
| Kw   | Mo   | Di   | Mi   | Do   | Fr   | Sa   | So   |
| ---- | ---- | ---- | ---- | ---- | ---- | ---- | ---- |
| 22   |      |      | 1    | 2    | 3    | 4    | 5    |
| 23   | 6    | 7    | 8    | 9    | 10   | 11   | 12   |
| 24   | 13   | 14   | 15   | 16   | 17   | 18   | 19   |
| 25   | 20   | 21   | 22   | 23   | 24   | 25   | 26   |
| 26   | 27   | 28   | 29   | 30   |      |      |      |

| Juli | Juli | Juli | Juli | Juli | Juli | Juli | Juli |
| Kw   | Mo   | Di   | Mi   | Do   | Fr   | Sa   | So   |
| ---- | ---- | ---- | ---- | ---- | ---- | ---- | ---- |
| 26   |      |      |      |      | 1    | 2    | 3    |
| 27   | 4    | 5    | 6    | 7    | 8    | 9    | 10   |
| 28   | 11   | 12   | 13   | 14   | 15   | 16   | 17   |
| 29   | 18   | 19   | 20   | 21   | 22   | 23   | 24   |
| 30   | 25   | 26   | 27   | 28   | 29   | 30   | 31   |

| August | August | August | August | August | August | August | August |
| Kw     | Mo     | Di     | Mi     | Do     | Fr     | Sa     | So     |
| ------ | ------ | ------ | ------ | ------ | ------ | ------ | ------ |
| 31     | 1      | 2      | 3      | 4      | 5      | 6      | 7      |
| 32     | 8      | 9      | 10     | 11     | 12     | 13     | 14     |
| 33     | 15     | 16     | 17     | 18     | 19     | 20     | 21     |
| 34     | 22     | 23     | 24     | 25     | 26     | 27     | 28     |
| 35     | 29     | 30     | 31     |        |        |        |        |

| September | September | September | September | September | September | September | September |
| Kw        | Mo        | Di        | Mi        | Do        | Fr        | Sa        | So        |
| --------- | --------- | --------- | --------- | --------- | --------- | --------- | --------- |
| 35        |           |           |           | 1         | 2         | 3         | 4         |
| 36        | 5         | 6         | 7         | 8         | 9         | 10        | 11        |
| 37        | 12        | 13        | 14        | 15        | 16        | 17        | 18        |
| 38        | 19        | 20        | 21        | 22        | 23        | 24        | 25        |
| 39        | 26        | 27        | 28        | 29        | 30        |           |           |

| Oktober | Oktober | Oktober | Oktober | Oktober | Oktober | Oktober | Oktober |
| Kw      | Mo      | Di      | Mi      | Do      | Fr      | Sa      | So      |
| ------- | ------- | ------- | ------- | ------- | ------- | ------- | ------- |
| 39      |         |         |         |         |         | 1       | 2       |
| 40      | 3       | 4       | 5       | 6       | 7       | 8       | 9       |
| 41      | 10      | 11      | 12      | 13      | 14      | 15      | 16      |
| 42      | 17      | 18      | 19      | 20      | 21      | 22      | 23      |
| 43      | 24      | 25      | 26      | 27      | 28      | 29      | 30      |
| 44      | 31      |         |         |         |         |         |         |

| November | November | November | November | November | November | November | November |
| Kw       | Mo       | Di       | Mi       | Do       | Fr       | Sa       | So       |
| -------- | -------- | -------- | -------- | -------- | -------- | -------- | -------- |
| 44       |          | 1        | 2        | 3        | 4        | 5        | 6        |
| 45       | 7        | 8        | 9        | 10       | 11       | 12       | 13       |
| 46       | 14       | 15       | 16       | 17       | 18       | 19       | 20       |
| 47       | 21       | 22       | 23       | 24       | 25       | 26       | 27       |
| 48       | 28       | 29       | 30       |          |          |          |          |

| Dezember | Dezember | Dezember | Dezember | Dezember | Dezember | Dezember | Dezember |
| Kw       | Mo       | Di       | Mi       | Do       | Fr       | Sa       | So       |
| -------- | -------- | -------- | -------- | -------- | -------- | -------- | -------- |
| 48       |          |          |          | 1        | 2        | 3        | 4        |
| 49       | 5        | 6        | 7        | 8        | 9        | 10       | 11       |
| 50       | 12       | 13       | 14       | 15       | 16       | 17       | 18       |
| 51       | 19       | 20       | 21       | 22       | 23       | 24       | 25       |
| 52       | 26       | 27       | 28       | 29       | 30       | 31       |          |

| Januar | Januar | Januar | Januar | Januar | Januar | Januar | Januar |
| Kw     | Mo     | Di     | Mi     | Do     | Fr     | Sa     | So     |
| ------ | ------ | ------ | ------ | ------ | ------ | ------ | ------ |
| 53     |        |        |        |        |        | 1      | 2      |
| 1      | 3      | 4      | 5      | 6      | 7      | 8      | 9      |
| 2      | 10     | 11     | 12     | 13     | 14     | 15     | 16     |
| 3      | 17     | 18     | 19     | 20     | 21     | 22     | 23     |
| 4      | 24     | 25     | 26     | 27     | 28     | 29     | 30     |
| 5      | 31     |        |        |        |        |        |        |

| Februar | Februar | Februar | Februar | Februar | Februar | Februar | Februar |
| Kw      | Mo      | Di      | Mi      | Do      | Fr      | Sa      | So      |
| ------- | ------- | ------- | ------- | ------- | ------- | ------- | ------- |
| 5       |         | 1       | 2       | 3       | 4       | 5       | 6       |
| 6       | 7       | 8       | 9       | 10      | 11      | 12      | 13      |
| 7       | 14      | 15      | 16      | 17      | 18      | 19      | 20      |
| 8       | 21      | 22      | 23      | 24      | 25      | 26      | 27      |
| 9       | 28      |         |         |         |         |         |         |

| März | März | März | März | März | März | März | März |
| Kw   | Mo   | Di   | Mi   | Do   | Fr   | Sa   | So   |
| ---- | ---- | ---- | ---- | ---- | ---- | ---- | ---- |
| 9    |      | 1    | 2    | 3    | 4    | 5    | 6    |
| 10   | 7    | 8    | 9    | 10   | 11   | 12   | 13   |
| 11   | 14   | 15   | 16   | 17   | 18   | 19   | 20   |
| 12   | 21   | 22   | 23   | 24   | 25   | 26   | 27   |
| 13   | 28   | 29   | 30   | 31   |      |      |      |

| April | April | April | April | April | April | April | April |
| Kw    | Mo    | Di    | Mi    | Do    | Fr    | Sa    | So    |
| ----- | ----- | ----- | ----- | ----- | ----- | ----- | ----- |
| 13    |       |       |       |       | 1     | 2     | 3     |
| 14    | 4     | 5     | 6     | 7     | 8     | 9     | 10    |
| 15    | 11    | 12    | 13    | 14    | 15    | 16    | 17    |
| 16    | 18    | 19    | 20    | 21    | 22    | 23    | 24    |
| 17    | 25    | 26    | 27    | 28    | 29    | 30    |       |

| Mai | Mai | Mai | Mai | Mai | Mai | Mai | Mai |
| Kw  | Mo  | Di  | Mi  | Do  | Fr  | Sa  | So  |
| --- | --- | --- | --- | --- | --- | --- | --- |
| 17  |     |     |     |     |     |     | 1   |
| 18  | 2   | 3   | 4   | 5   | 6   | 7   | 8   |
| 19  | 9   | 10  | 11  | 12  | 13  | 14  | 15  |
| 20  | 16  | 17  | 18  | 19  | 20  | 21  | 22  |
| 21  | 23  | 24  | 25  | 26  | 27  | 28  | 29  |
| 22  | 30  | 31  |     |     |     |     |     |

| Juni | Juni | Juni | Juni | Juni | Juni | Juni | Juni |
| Kw   | Mo   | Di   | Mi   | Do   | Fr   | Sa   | So   |
| ---- | ---- | ---- | ---- | ---- | ---- | ---- | ---- |
| 22   |      |      | 1    | 2    | 3    | 4    | 5    |
| 23   | 6    | 7    | 8    | 9    | 10   | 11   | 12   |
| 24   | 13   | 14   | 15   | 16   | 17   | 18   | 19   |
| 25   | 20   | 21   | 22   | 23   | 24   | 25   | 26   |
| 26   | 27   | 28   | 29   | 30   |      |      |      |

| Juli | Juli | Juli | Juli | Juli | Juli | Juli | Juli |
| Kw   | Mo   | Di   | Mi   | Do   | Fr   | Sa   | So   |
| ---- | ---- | ---- | ---- | ---- | ---- | ---- | ---- |
| 26   |      |      |      |      | 1    | 2    | 3    |
| 27   | 4    | 5    | 6    | 7    | 8    | 9    | 10   |
| 28   | 11   | 12   | 13   | 14   | 15   | 16   | 17   |
| 29   | 18   | 19   | 20   | 21   | 22   | 23   | 24   |
| 30   | 25   | 26   | 27   | 28   | 29   | 30   | 31   |

| August | August | August | August | August | August | August | August |
| Kw     | Mo     | Di     | Mi     | Do     | Fr     | Sa     | So     |
| ------ | ------ | ------ | ------ | ------ | ------ | ------ | ------ |
| 31     | 1      | 2      | 3      | 4      | 5      | 6      | 7      |
| 32     | 8      | 9      | 10     | 11     | 12     | 13     | 14     |
| 33     | 15     | 16     | 17     | 18     | 19     | 20     | 21     |
| 34     | 22     | 23     | 24     | 25     | 26     | 27     | 28     |
| 35     | 29     | 30     | 31     |        |        |        |        |

| September | September | September | September | September | September | September | September |
| Kw        | Mo        | Di        | Mi        | Do        | Fr        | Sa        | So        |
| --------- | --------- | --------- | --------- | --------- | --------- | --------- | --------- |
| 35        |           |           |           | 1         | 2         | 3         | 4         |
| 36        | 5         | 6         | 7         | 8         | 9         | 10        | 11        |
| 37        | 12        | 13        | 14        | 15        | 16        | 17        | 18        |
| 38        | 19        | 20        | 21        | 22        | 23        | 24        | 25        |
| 39        | 26        | 27        | 28        | 29        | 30        |           |           |

| Oktober | Oktober | Oktober | Oktober | Oktober | Oktober | Oktober | Oktober |
| Kw      | Mo      | Di      | Mi      | Do      | Fr      | Sa      | So      |
| ------- | ------- | ------- | ------- | ------- | ------- | ------- | ------- |
| 39      |         |         |         |         |         | 1       | 2       |
| 40      | 3       | 4       | 5       | 6       | 7       | 8       | 9       |
| 41      | 10      | 11      | 12      | 13      | 14      | 15      | 16      |
| 42      | 17      | 18      | 19      | 20      | 21      | 22      | 23      |
| 43      | 24      | 25      | 26      | 27      | 28      | 29      | 30      |
| 44      | 31      |         |         |         |         |         |         |

| November | November | November | November | November | November | November | November |
| Kw       | Mo       | Di       | Mi       | Do       | Fr       | Sa       | So       |
| -------- | -------- | -------- | -------- | -------- | -------- | -------- | -------- |
| 44       |          | 1        | 2        | 3        | 4        | 5        | 6        |
| 45       | 7        | 8        | 9        | 10       | 11       | 12       | 13       |
| 46       | 14       | 15       | 16       | 17       | 18       | 19       | 20       |
| 47       | 21       | 22       | 23       | 24       | 25       | 26       | 27       |
| 48       | 28       | 29       | 30       |          |          |          |          |

| Dezember | Dezember | Dezember | Dezember | Dezember | Dezember | Dezember | Dezember |
| Kw       | Mo       | Di       | Mi       | Do       | Fr       | Sa       | So       |
| -------- | -------- | -------- | -------- | -------- | -------- | -------- | -------- |
| 48       |          |          |          | 1        | 2        | 3        | 4        |
| 49       | 5        | 6        | 7        | 8        | 9        | 10       | 11       |
| 50       | 12       | 13       | 14       | 15       | 16       | 17       | 18       |
| 51       | 19       | 20       | 21       | 22       | 23       | 24       | 25       |
| 52       | 26       | 27       | 28       | 29       | 30       | 31       |          |

## Ereignisse

### Politik und Weltgeschehen

#### Dreißigjähriger Krieg
- 20. April: Im in der Nacht vom 19. auf den 20. April auf Befehl Herzogs Bernhard von Sachsen-Weimar erstürmten Landsberg am Lech richten schwedische Truppen unter General Lennart Torstensson ein Massaker unter allen Einwohnern an.
- 23. April: Schweden schließt mit einigen protestantischen Reichsständen den Heilbronner Bund als Gegengewicht zur katholischen Liga. Dem Bund steht ein Direktorium vor, dessen Vorsitz der schwedische Graf Axel Oxenstierna innehat. Diesem steht ein Consilium formatum genannter Rat bei, der sich aus drei schwedischen und sieben deutschen Beisitzern zusammensetzt.

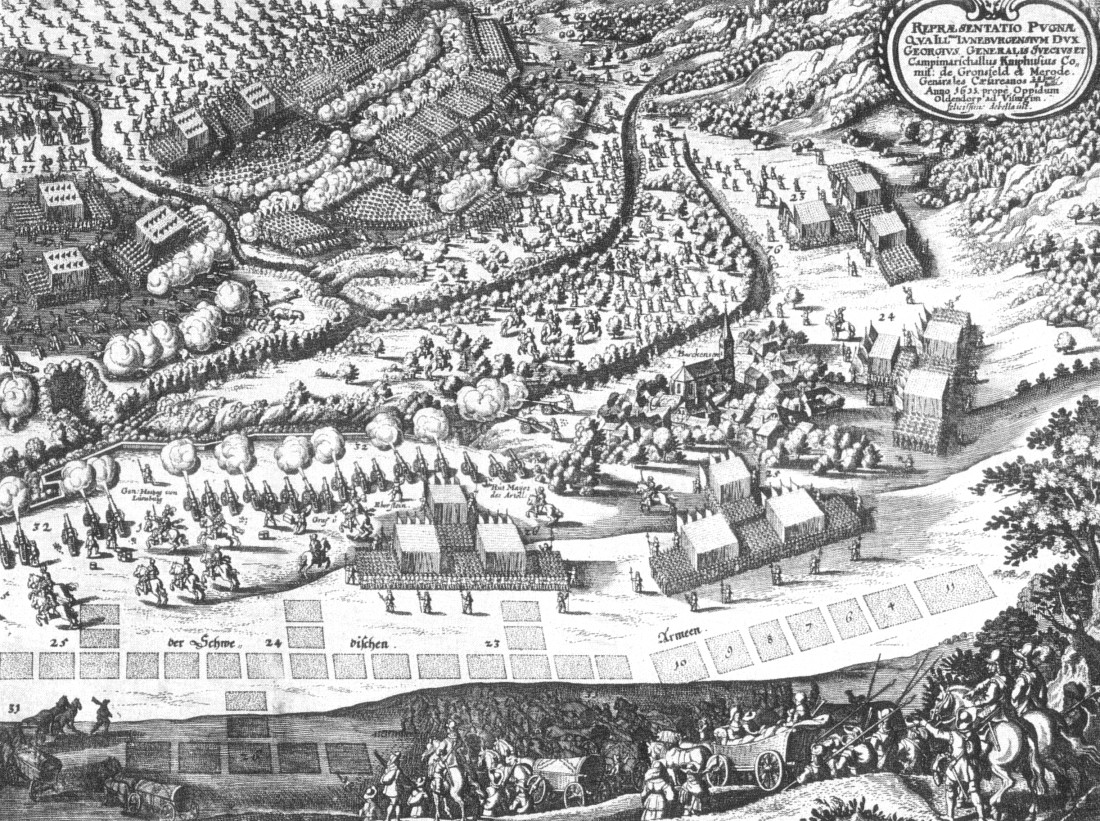
Merian-Stich der Schlacht

- 6. Juli: Bei Hessisch Oldendorf in der Grafschaft Schaumburg findet die Schlacht bei Hessisch Oldendorf zwischen schwedisch-hessischen und kaiserlichen Truppen statt, die mit einem glänzenden Sieg der protestantischen Seite endet.
- 13. Juli: Die Besatzung der seit 1626 von kaiserlichen Einheiten eingenommenen Stadt Hameln kapituliert nach rund viermonatiger Belagerung gegenüber protestantisch-schwedischen Truppen unter Herzog Georg von Braunschweig-Lüneburg.
- 11. Oktober: Durch einen Sieg in der Schlacht bei Steinau an der Oder wird ein Vordringen schwedischer Truppen nach Schlesien von den kaiserlichen Söldnern unter Wallenstein verhindert.
- 22. Dezember: Die Stadt Salzkotten wird durch hessische Truppen im Sturm genommen und bis auf wenige Häuser und die Salzhütten niedergebrannt. Auch die Menschen, die sich in die Kirche St. Johannes Enthauptung geflüchtet haben, werden ermordet, die Kirche geplündert.

#### Osmanisch-Polnischer Krieg
Um den 29. Juni verheert ein ungefähr 1000 Mann starker Kampfverband der Nogaier-Tataren aus dem Budschak die Gegend um Kamieniec Podolski, einer wichtigen Stadt und starken Festung in der Region Podolien. Ob sie dies aus eigener Initiative tun oder ob sie auf Anweisung des osmanischen Paschas Abaza als Späher geschickt worden sind, ist unbekannt. Nach zwei Tagen kehren die Tataren auf das Gebiet des Fürstentums Moldau, eines Vasallenfürstentums des Osmanischen Reiches, mit ihrer Beute und den Gefangenen (Jasyr) zurück. Der polnische Ataman Stanisław Koniecpolski ordnet daraufhin die Verfolgung an und dringt in das osmanische Gebiet von Moldau ein, wo er die Tataren am 4. Juli zur Schlacht stellt und besiegt. Anschließend zieht er sich wieder nach Kamieniec Podolski zurück.
- 22. Oktober: Polen-Litauens Truppen feiern bei Kamieniec Podolski einen unverhofften Sieg über das zahlenmäßig überlegene osmanische Heer.

#### Indien
Das Dekkan-Sultanat Ahmadnagar wird vom Mogulreich erobert.

#### Japan
Unter Shōgun Tokugawa Iemitsu beginnt Sakoku, die Abschließung Japans nach außen.

#### Taiwan
- Durch die Niederländische Ostindien-Kompanie wird eine Strafexpeditionen gegen die formosianischen Eingeborenen auf der „Goldenen Löweninsel“ (Goude Leeuws Eylandt, heute Xiaoliuqiu) wegen der Tötung niederländischer Seefahrer durchgeführt.

### Wissenschaft und Technik
- 22. Juni: Galileo Galilei wird von der Inquisition verurteilt und widerruft seine Lehre des kopernikanischen Weltsystems.
- Thomas James fasst seine 1631–1633 gemachten Erlebnisse auf der Suche nach der Nordwestpassage in dem Buch The Strange and Dangerous Voyage of Captaine Thomas James zusammen.
- Der Kupferstecher und Verleger Matthäus Merian veröffentlicht ein Geschichtswerk mit dem Titel Historischer Chroniken Continuation oder Warhaffte Beschreibung aller … denckwürdigen Geschichten, so sich hin und wieder von 1629 biß 1633 zugetragen. Mit dem Wort Continuation knüpft das Werk explizit an die Weltchronik Johann Ludwig Gottfrieds an, die seit 1629 im selben Verlag erschienen ist. Als Autor verpflichtet Merian den Elsässer Lehrer Johann Philipp Abelin, der nach Gottfrieds Tod auch schon den letzten Band der Weltchronik geschrieben hat. Die zwischen dem Ende der Gottfriedschen Chronik und der Continuation entstandene Lücke wird 1635 mit einem weiteren Band geschlossen, der erstmals den späteren Titel der Reihe Theatrum Europaeum trägt.
- Willem Blaeu wird als offizieller Kartograph für die Niederländische Ostindien-Kompanie berufen.
- Die Sternwarte Leiden wird als Observatorium der Universität Leiden erbaut und ist damit die älteste Universitätssternwarte der Welt.

### Kultur
- Rembrandt van Rijn: Porträt des Predigers Johannes Wtenbogaert und Kreuzabnahme

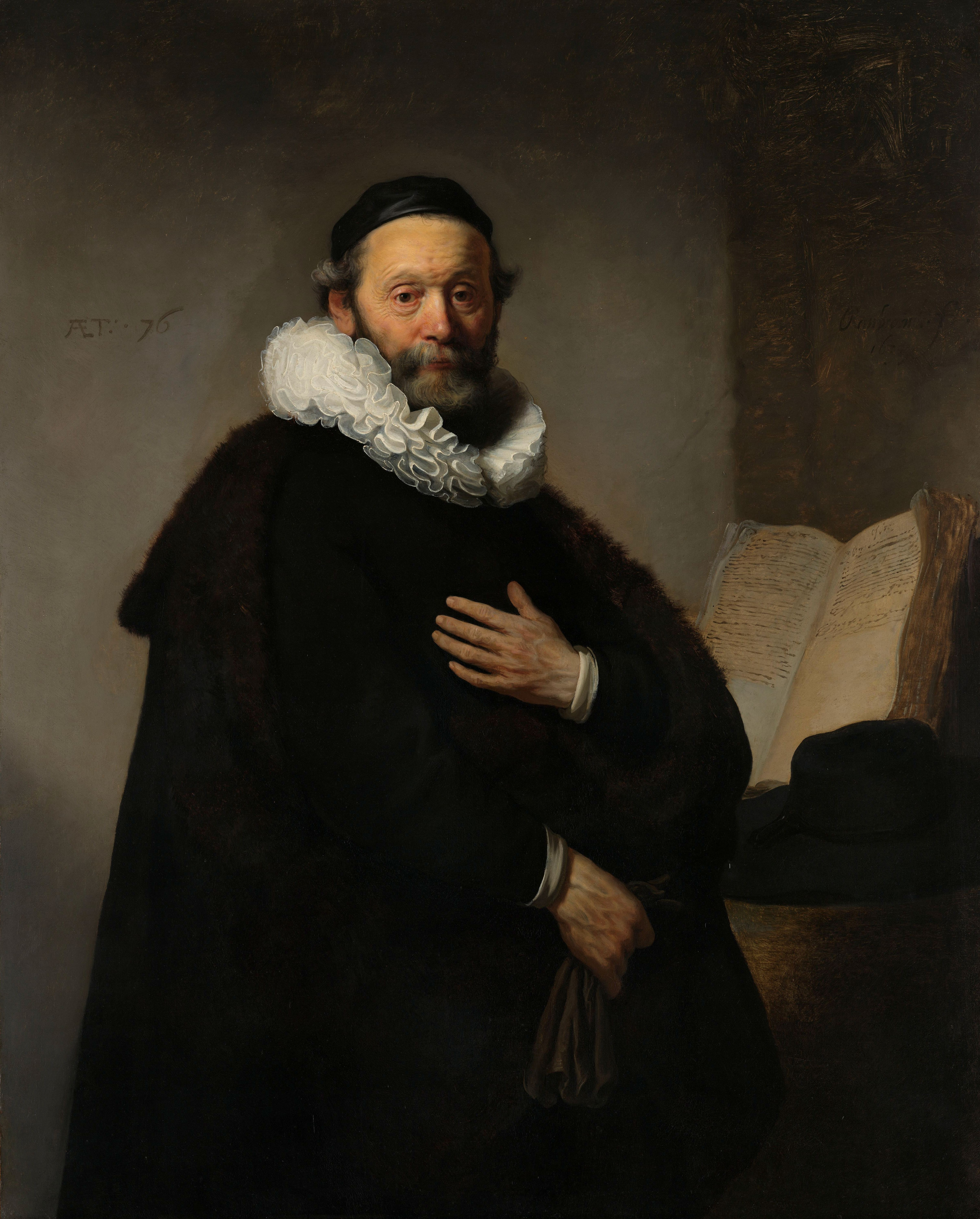
Porträt des Predigers Johannes Wtenbogaert
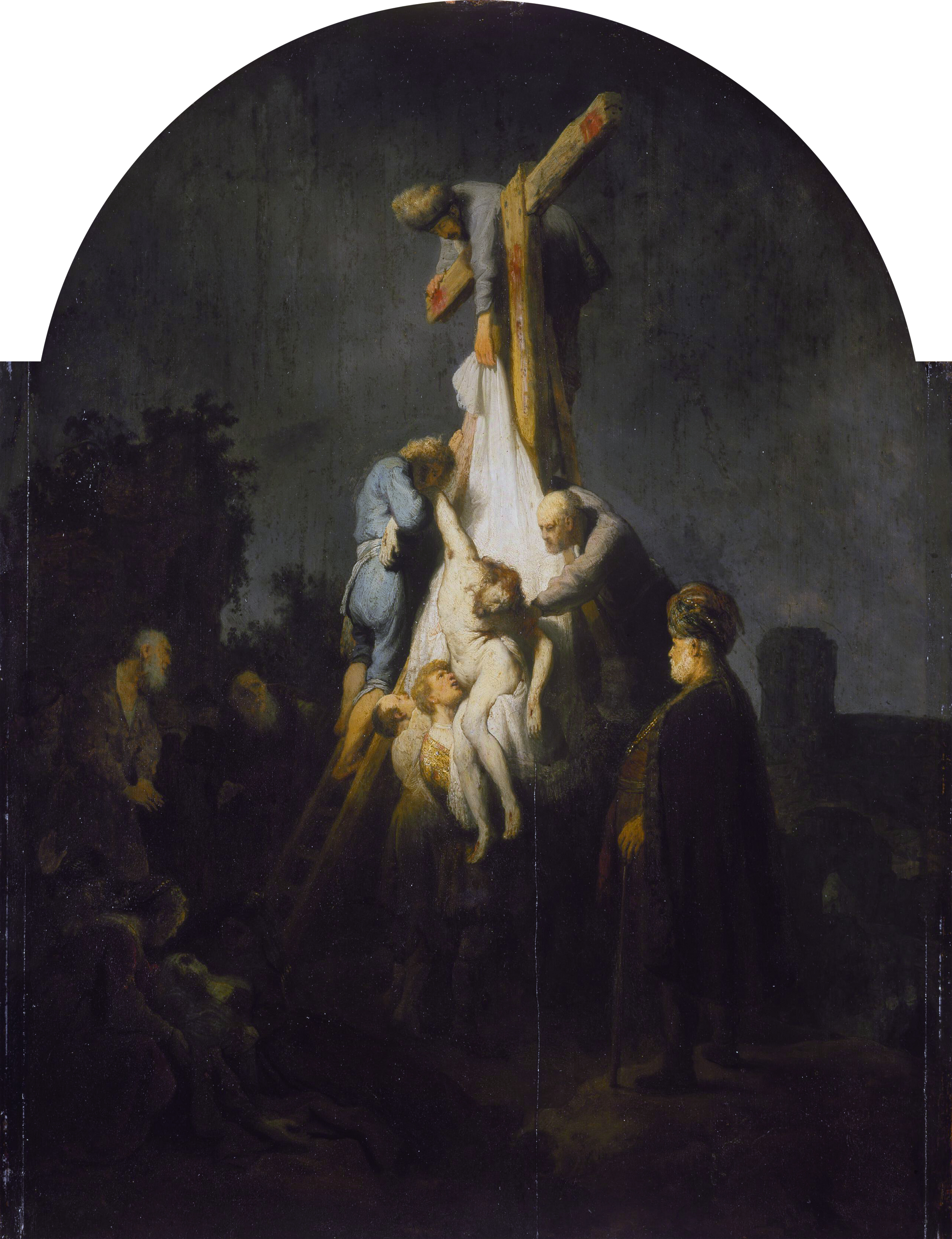
Kreuzabnahme

- In Bologna wird die Accademia Filaschisi gegründet.

## Historische Karten und Ansichten

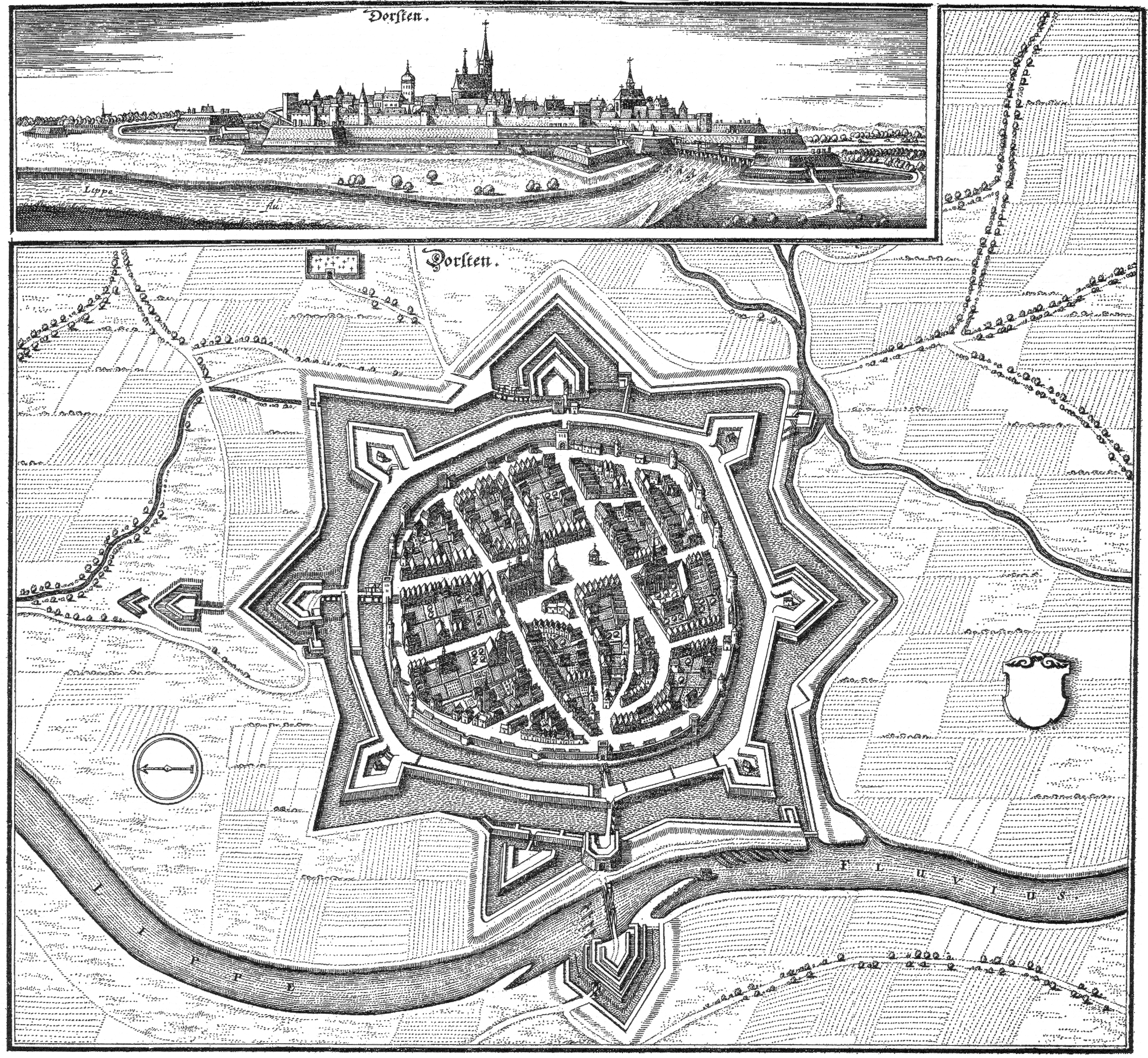
Dorsten 1633, Merian
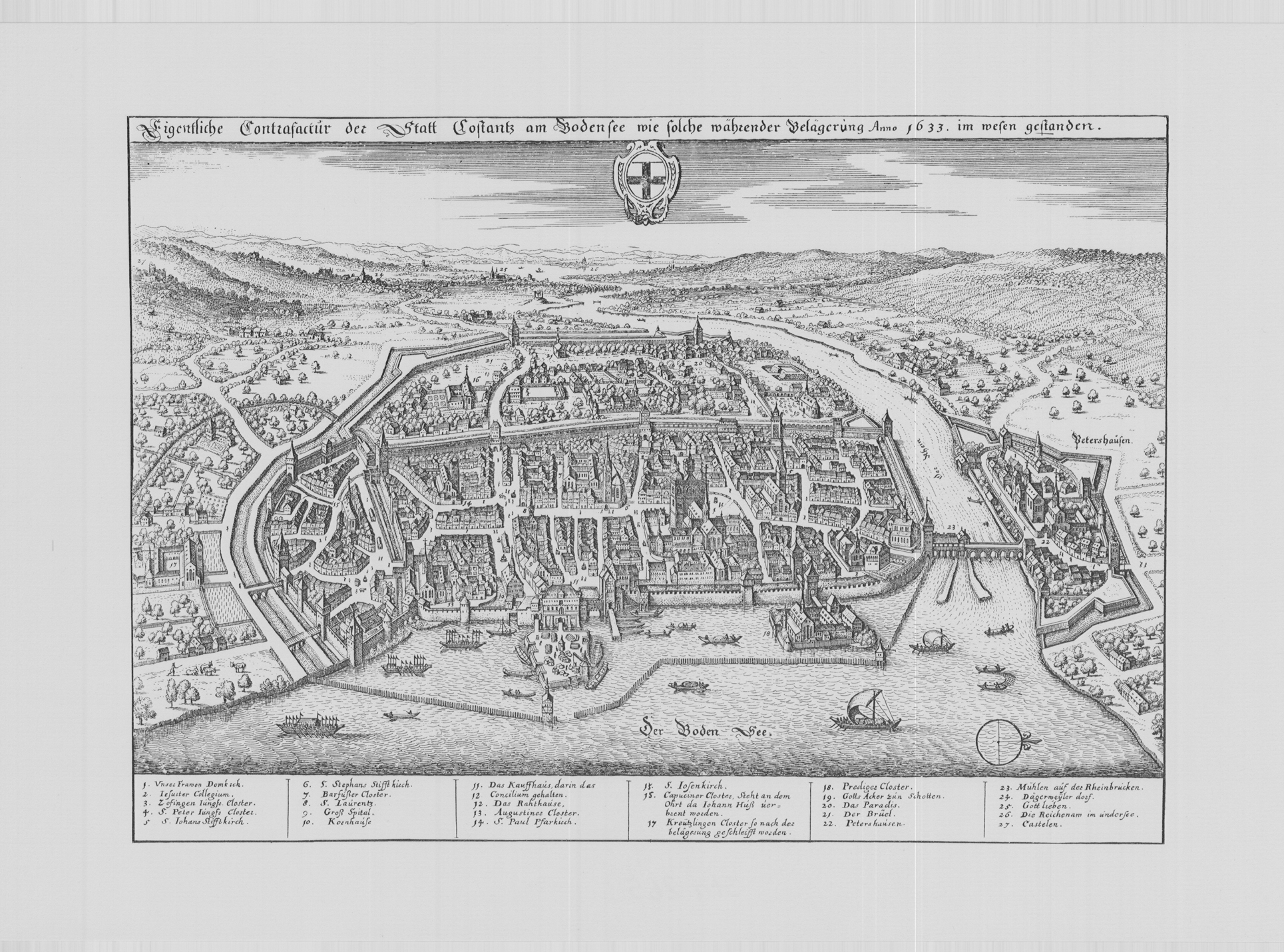
Konstanz 1633
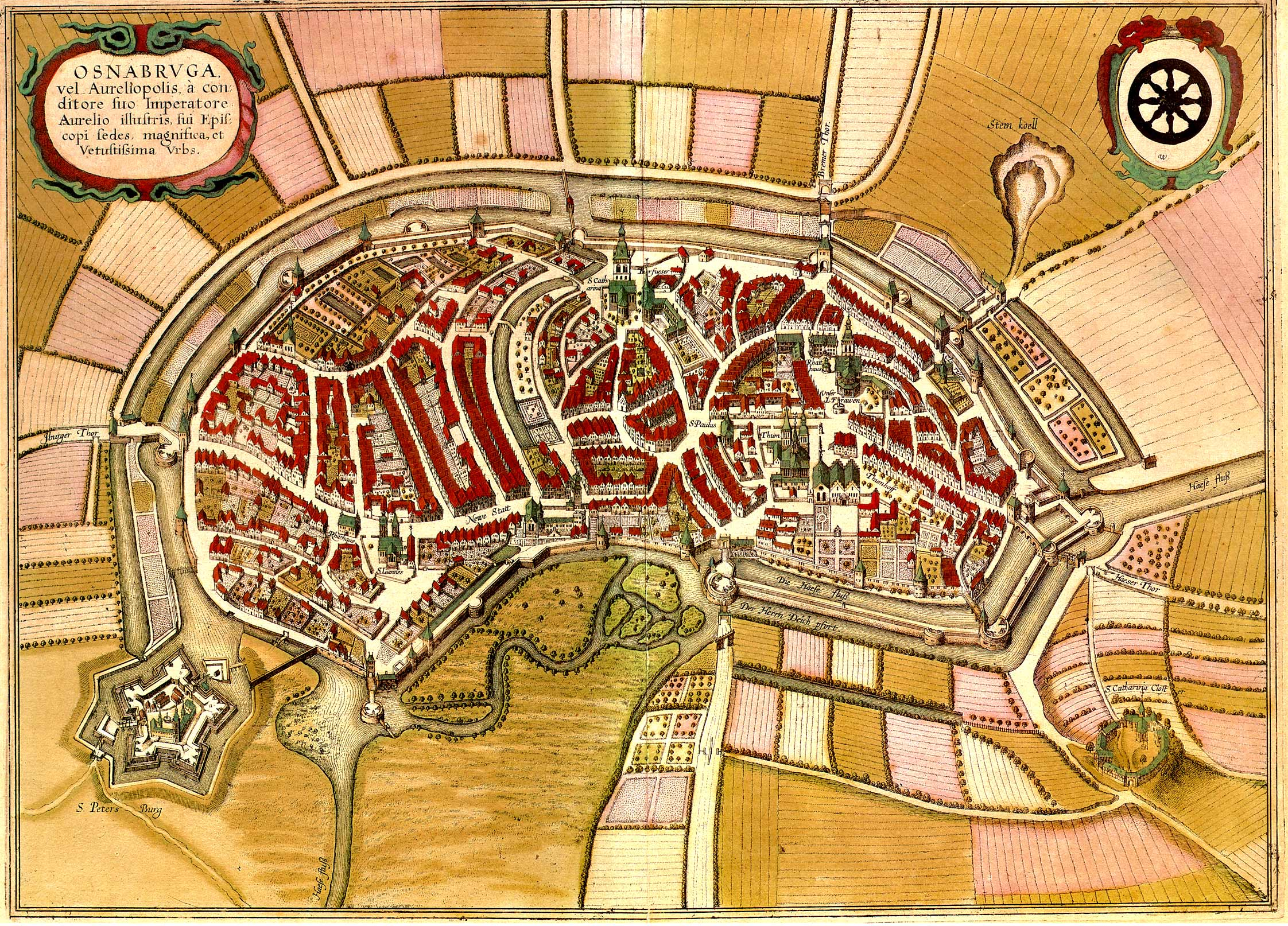
Osnabrück 1633

## Geboren

### Geburtsdatum gesichert
- 16. Januar: Detlev von Ahlefeldt, Domherr des Domkapitels des Lübecker Doms († 1667)
- 01. Februar: Anton I. von Aldenburg, deutscher Reichsgraf († 1680)
- 13. Februar: Georg Christoph Petri von Hartenfels, deutscher Arzt, Naturwissenschaftler und Hochschullehrer († 1718)
- 23. Februar: Samuel Pepys, britischer Schriftsteller († 1703)
- 23. Februar: Giacomo Antonio Morigia, italienischer Theologe, Erzbischof von Florenz und Kardinal († 1708)
- 26. Februar: Gustav Adolf, Herzog von Mecklenburg-Güstrow († 1695)
- 20. März: Jan de Baen, niederländischer Porträtmaler († 1702)
- 30. März: Friedrich II., Landgraf von Hessen-Homburg († 1708)
- 20. April: Go-Kōmyō, 110. japanischer Kaiser († 1654)
- 1., 4. oder 15. Mai: Sébastien Le Prestre de Vauban, französischer General, Festungsbaumeister und Marschall von Frankreich († 1707)
- 08. Mai: Karl Eugen von Arenberg, Herzog von Arenberg und Herzog von Aarschot († 1681)
- 10. Juni: François Andréossy, französischer Ingenieur, Topograf und Kartograf († 1688)
- 11. Juni: Georg Götze, deutscher lutherischer Theologe († 1699)
- 16. Juni: Jean de Thévenot, französischer Asien-Reisender, Sprachwissenschaftler und Botaniker († 1667)
- 19. Juni: Heinrich Hiller, Bürgermeister von St. Gallen († 1719)
- 13. August: Andreas Tamitius, deutscher Orgelbauer († 1700)
- 17. August: Michael Bergmann, deutscher Autor von Nachschlagewerken († 1675)
- 03. September: Ciro Ferri, italienischer Maler († 1689)
- 03. September: Christoph Hartmann Schacher, deutscher Jurist († 1690)
- 04. September: Polykarp von Kuenburg, Bischof von Gurk († 1675)
- 06. September: Sebastian Knüpfer, deutscher Komponist († 1676)
- 07. September: Catharina Regina von Greiffenberg, geistliche Lyrikerin († 1694)
- 08. September: Ferdinand IV., König des Heiligen Römischen Reiches, König von Böhmen, König von Ungarn († 1654)
- 13. September: Heinrich Hartard von Rollingen, Fürstbischof von Speyer und Fürstpropst von Weißenburg († 1719)
- 04. Oktober: Anton Ulrich, Herzog zu Braunschweig und Lüneburg und Fürst von Braunschweig-Wolfenbüttel sowie Lyriker und Romanautor († 1714)

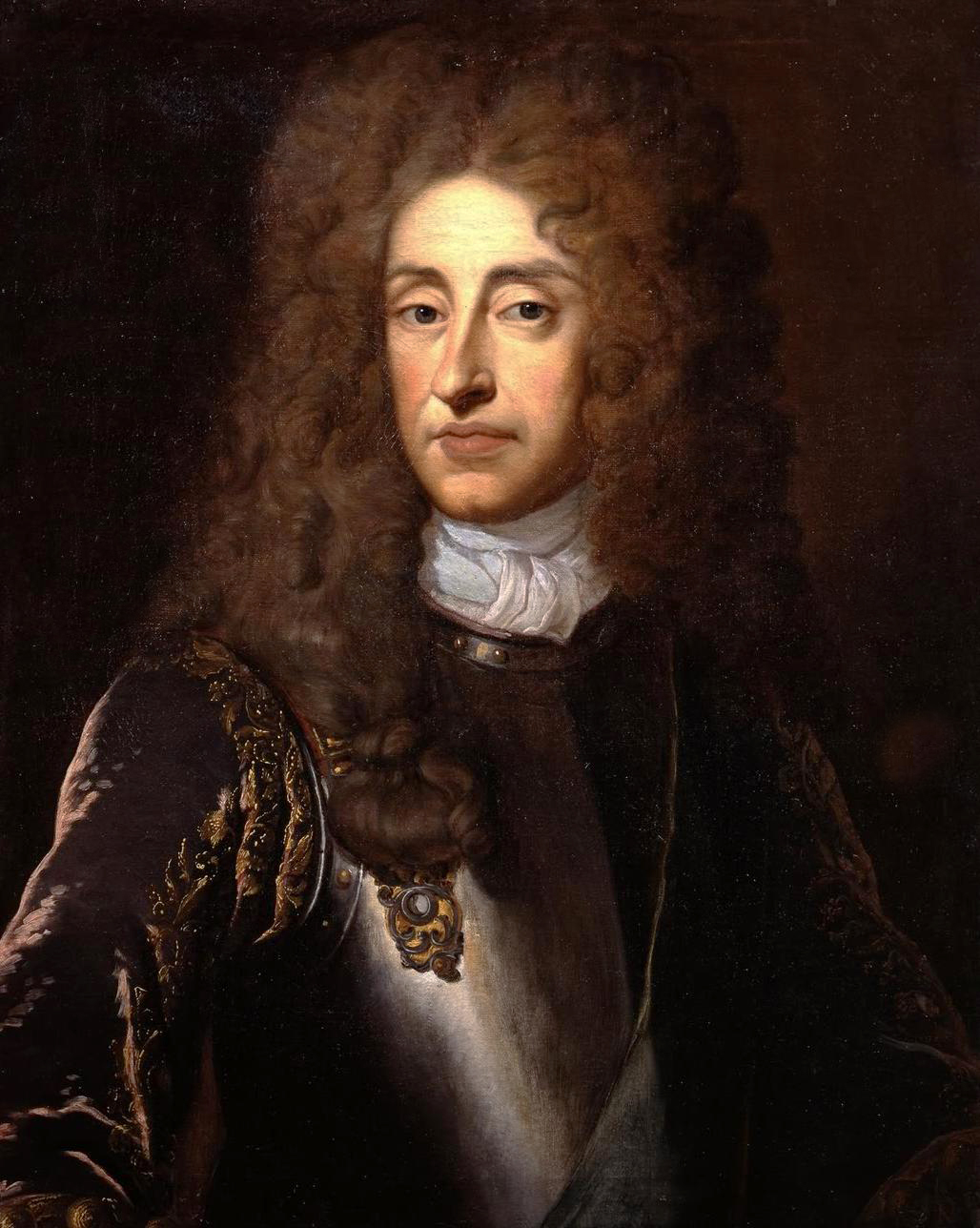
König Jakob II. von England, Schottland und Irland

- 14. Oktober: Jakob II., König von England († 1701)
- 29. Oktober: Franz Burmeister, evangelischer Theologe und Dichter († 1672)
- 01. November: Gerhard Wolter Molanus, Privatgelehrter, Büchersammler und evangelischer  Abt des Klosters Loccum († 1722)
- 12. November: Stephan Farfler, Uhrmacher, möglicherweise erster Erbauer eines Rollstuhls († 1689)
- 26. November: Johann Christoph Wagenseil, deutscher Polyhistor, Rechtsgelehrter und Orientalist († 1705)
- 09. Dezember: Christoph Vitzthum von Eckstädt, kursächsischer Kammerherr und Rittmeister († 1711)
- 20. Dezember: Abbas II., Schah von Persien († 1666)

### Genaues Geburtsdatum unbekannt
- Samuel Blesendorf, deutscher Miniaturporträtist, Zeichner, Kupferstecher, Emailmaler und Goldschmied († 1699)
- Juan Antonio Escalante, spanischer Maler († 1669)
- Jean-Nicolas Geoffroy, französischer Cembalist, Organist und Komponist († 1694)
- Friedrich von Heyden, kurbrandenburgisch-preußischer General († 1715)

## Gestorben

### Erstes Halbjahr
- 15. Januar: Polykarp Leyser II., deutscher lutherischer Theologe (* 1586)
- 09. Februar: Catherine Henriette de Balzac d’Entragues, französische Adlige und Mätresse (* 1579)
- 16. Februar: Moritz von Hessen-Kassel, landgräflicher Prinz, Soldat im Dreißigjährigen Krieg (* 1614)
- 16. Februar: Johann Vopelius, kursächsischer Offizier, Festungskommandant der Leipziger Pleißenburg (* 1572/73)
- 21. Februar: Karl Hannibal von Dohna, Landvogt in der Oberlausitz (* 1588)
- 01. März: George Herbert, englischer Dichter (* 1593)
- 06. März: Giovanni Pietro de Pomis, italienischer Maler, Medailleur, Architekt und Festungsbaumeister (* um 1565/70)
- 27. März: Statius von Münchhausen, deutscher Adliger, Unternehmer und Bauherr (* 1555)
- 29. März: Johann Georg II. Fuchs von Dornheim, Fürstbischof von Bamberg, Gegenreformator und Hexenverfolger (* 1586)
- 04. April: Pieter Lastman, niederländischer Maler (* um 1583)
- 06. April: Paul Tarnow, deutscher lutherischer Theologe, Rektor der Universität Rostock (* 1562)
- 02. Mai: Eugen Moritz von Savoyen-Carignan, Graf von Soissons und Dreux († 1673)
- 11. Mai: Catherine de Clèves, Herzogin von Guise (* 1548)
- 19. Mai: Georg Wolmar von Fahrensbach, polnischer Gouverneur von Livland und Offizier im Dreißigjährigen Krieg (* 1586)
- 04. Juni: Paulus Götz, deutscher Historiker und Pädagoge (* um 1570)
- 11. Juni: Johannes Crellius, deutscher sozinianischer Theologe und Pädagoge (* 1590)
- 17. Juni: Ernesto Montecuccoli, kaiserlicher General im Dreißigjährigen Krieg (* 1582)
- 27. Juni: Salome Alt, Lebensgefährtin des Salzburger Fürsterzbischof Wolf Dietrich von Raitenau (* 1568)
- 000Juni: Christof Angermair, deutscher Bildhauer und Elfenbeinschnitzer (* nach 1580)

### Zweites Halbjahr
- 02. Juli: Trijntje Keever, größte jemals vermessene Frau der Welt (* 1616)
- 07. Juli: Lew Sapieha, polnisch-litauischer Staatsmann (* 1557)
- 08. Juli: Jean de Merode, kaiserlicher General im Dreißigjährigen Krieg (* um 1589)
- 10. Juli: Matthias Koch, Augsburger Kaufmann (* 1581)
- 16. Juli: Johann Casimir von Sachsen-Coburg, Herzog von Sachsen-Coburg (* 1564)
- 04. August: George Abbot, englischer Prälat (* 1562)
- 10. August: Anthony Munday, englischer Autor (* 1560)
- 12. August: Jakob Eberlein, Fürstbischof von Seckau (* 1575)
- 12. August: Jacopo Peri, italienischer Komponist (* 1561)
- 24. August: Ambrosius Rhode, deutscher Mathematiker, Astronom und Mediziner (* 1577)
- 09. September: Heinrich von Holk, aus Dänemark stammender Offizier in kaiserlichen Diensten (* 1599)
- 05. Oktober: Joachim von Loß, Reichspfennigmeister des Ober- und Niedersächsischen Reichskreises (* 1576)
- 07. Oktober: Robert Browne, Gründer der englischen puritanischen Separatisten (* um 1550)
- 11. Oktober: Philaret, Patriarch von Moskau
- 13. Oktober: Georg Wecker, deutscher Mediziner und Physiker (* 1566)
- 08. November: Christian, Herzog zu Braunschweig und Lüneburg, Fürst von Lüneburg (* 1566)
- 08. November: Xu Guangqi, Gelehrter und Minister der Ming-Dynastie  (* 1562)
- 14. November: William Ames, englischer Theologe (* 1576)
- 15. November: Caspar Cunrad, deutscher Mediziner, Historiker und Lyriker (* 1571)
- 15. November: Martin Röber, deutscher lutherischer Theologe (* 1583)
- 20. November: Johann Georg Agricola, deutscher Mediziner (* 1558)
- 01. Dezember: Infantin Isabella Clara Eugenia, Statthalterin der spanischen Niederlande (* 1566)
- 27. Dezember: Meletius Smotriscius, ruthenischer Gelehrter, Philologe, Theologe und Schriftsteller (* um 1577)

### Genaues Todesdatum unbekannt
- Pieter Cornet, französisch-flämischer Organist und Komponist (* um 1562)
- Philipp Dirr (auch Philipp Thürr), deutscher Künstler und Bildhauer (* 1582)
- Theodor Galle, niederländischer Kupferstecher (* 1571)
- Robert Johnson, englischer Komponist und Lautenist (* um 1580)